# جرالد توماس
جرالد توماس (انگلیسی: Gerald Thomas؛ ‏ ۱۰ دسامبر ۱۹۲۰ – ۹ نوامبر ۱۹۹۳) یک کارگردان فیلم اهل انگلستان بود.

## گزیده فیلمشناسی
- ادامه بده… تا بالای خیبر (۱۹۶۸)